# کلیف چادویک
کلیف چادویک (انگلیسی: Cliff Chadwick; ۲۶ ژانویهٔ ۱۹۱۴ – ۸ مارس ۱۹۹۹) بازیکن فوتبال اهل بریتانیا بود.
از باشگاه‌هایی که در آن بازی کرده‌است می‌توان به باشگاه فوتبال اولدهام اتلتیک، باشگاه فوتبال دارلینگتون، باشگاه فوتبال هال سیتی، باشگاه فوتبال فلیتوود و باشگاه فوتبال میدلزبرو اشاره کرد.